# Монмет (Орегон)
Монмет (англ. Monmouth) — місто (англ. city) в США, в окрузі Полк штату Орегон. Населення — 11 110 осіб (2020).

## Географія
Монмет розташований за координатами 44°51′2″ пн. ш. 123°13′42″ зх. д. / 44.85056° пн. ш. 123.22833° зх. д. (44.850506, -123.228411). За даними Бюро перепису населення США в 2010 році місто мало площу 5,80 км², уся площа — суходіл.

## Демографія
Згідно з переписом 2010 року, у місті мешкали 9534 особи в 3247 домогосподарствах у складі 1769 родин. Густота населення становила 1644 особи/км². Було 3450 помешкань (595/км²).
Расовий склад населення:
| - 82,8 % — білих - 3,3 % — азіатів - 1,5 % — корінних американців - 1,1 % — чорних або афроамериканців - 0,6 % — вихідців з тихоокеанських островів - 6,6 % — осіб інших рас |

До двох чи більше рас належало 4,1 %. Частка іспаномовних становила 13,4 % від усіх жителів.
За віковим діапазоном населення розподілялося таким чином: 18,2 % — особи молодші 18 років, 72,4 % — особи у віці 18—64 років, 9,4 % — особи у віці 65 років та старші. Медіана віку мешканця становила 23,7 року. На 100 осіб жіночої статі у місті припадало 91,9 чоловіків; на 100 жінок у віці від 18 років та старших — 86,8 чоловіків також старших 18 років.
Середній дохід на одне домашнє господарство становив 45 013 долари США (медіана — 32 027), а середній дохід на одну сім'ю — 66 753 долари (медіана — 61 518). Медіана доходів становила 31 483 долари для чоловіків та 28 583 долари для жінок. За межею бідності перебувало 32,3 % осіб, у тому числі 22,5 % дітей у віці до 18 років та 8,1 % осіб у віці 65 років та старших.
Цивільне працевлаштоване населення становило 4130 осіб. Основні галузі зайнятості: освіта, охорона здоров'я та соціальна допомога — 35,3 %, роздрібна торгівля — 19,9 %, мистецтво, розваги та відпочинок — 10,5 %, виробництво — 6,4 %.